# Saumspitze
Die Saumspitze (in der Alpenvereinskarte auch nur Saumspitz genannt) ist ein 3039 m ü. A. hoher Berg in der Verwallgruppe in Österreich zwischen St. Anton am Arlberg und Ischgl. Von beiden Orten geht man zunächst in 4 bis 5 Stunden zur Darmstädter Hütte, von der aus man den Berg und die nachstehend beschriebene Route gut sieht. Auf den Gipfel führen mehrere Routen im Schwierigkeitsgrad I bis II.
Von der Hütte aus folgt man dem Hoppe-Seyler-Weg, der zur Niederelbehütte führt, bis unterhalb des Schneidjöchls (2841 m). Man verlässt den Weg auf etwa 2720 m nach links und orientiert sich an Markierungen und meist deutlichen Steigspuren, die über einen Schrofenrücken und eine Schutthalde in die Südwestflanke des Berges leiten. Schließlich durch Felsen zum Gipfel mit Kreuz und Buch, den man nach etwa 3 Stunden ab der Hütte erreicht. Das Gipfelkreuz wurde am 01. September 1962 von einer katholischen Jugendgruppe (KJG) aus dem kleinem Dorf Nußbach im Schwarzwald das seit 1972 der Stadt Triberg angehört errichtet. 
Auf dem etwas niedrigerem Südostgipfel steht seit Jahren ein kunstvoll zusammengefügter Steinbogen.

## Aussicht
Die Saumspitze bietet eine weitreichende, nahezu Rundum-Aussicht, die lediglich durch die nahen Seeköpfe nach Süden und das Massiv von Kuchen- und Küchlspitze (verdeckt die Berner Alpen) nach Westsüdwesten etwas eingeschränkt ist. Unter anderem kann man die Ötztaler Alpen im Osten nahezu in ihrer gesamten Nord-Süd-Ausdehnung überblicken. In Richtung Südsüdost fallen die vergletscherten Ortleralpen auf. Rechts von den Seeköpfen reicht der Blick zur Berninagruppe, weiter im Südwesten bspw. zur Silvretta, zu Pizzo Tambo und Rheinwaldhorn, und bei guter Sicht bis ins Wallis (Weissmies, 201 km, Alphubel, 215 km entfernt).

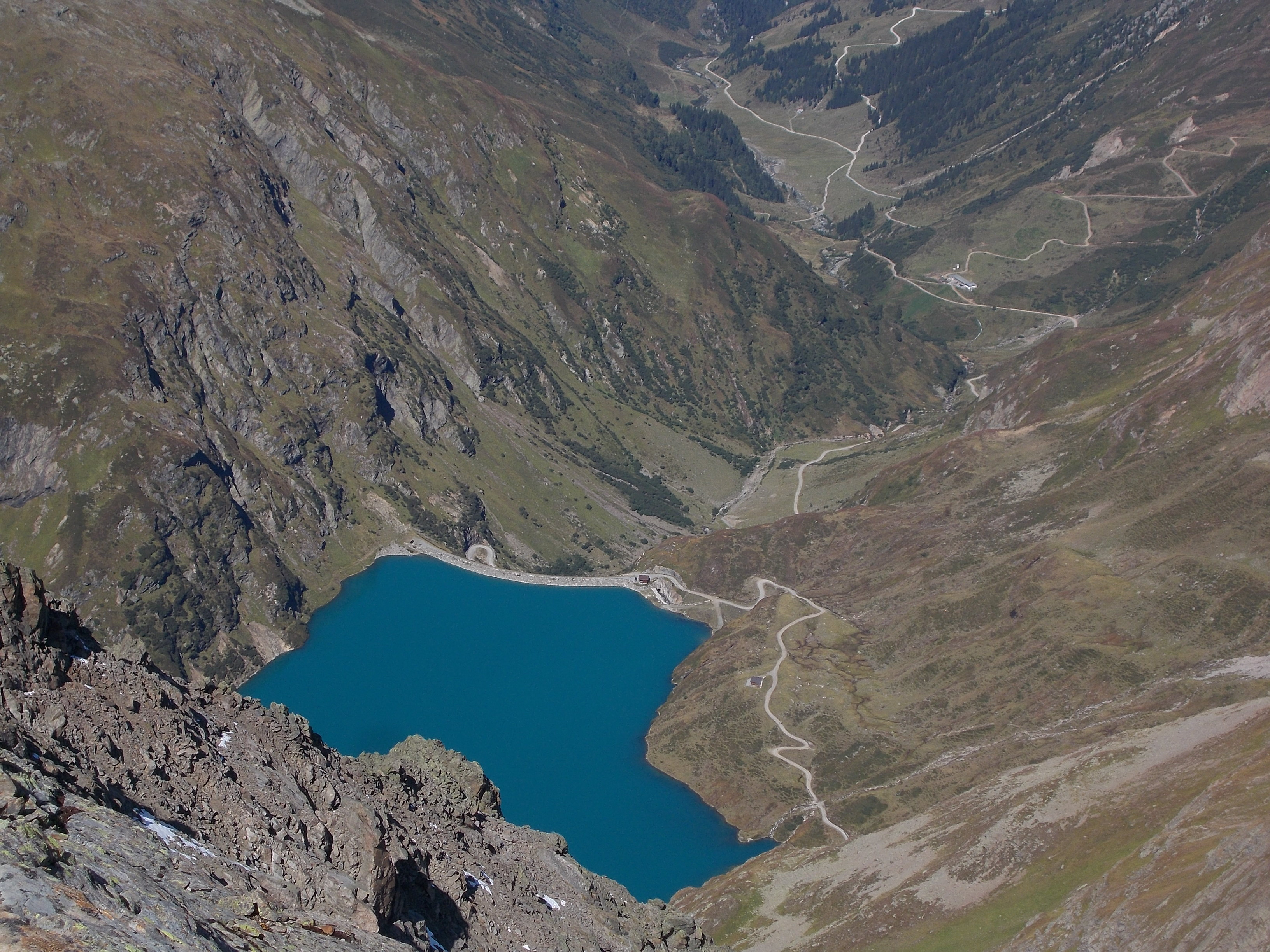
Blick von der Saumspitze auf den Stausee Kartell
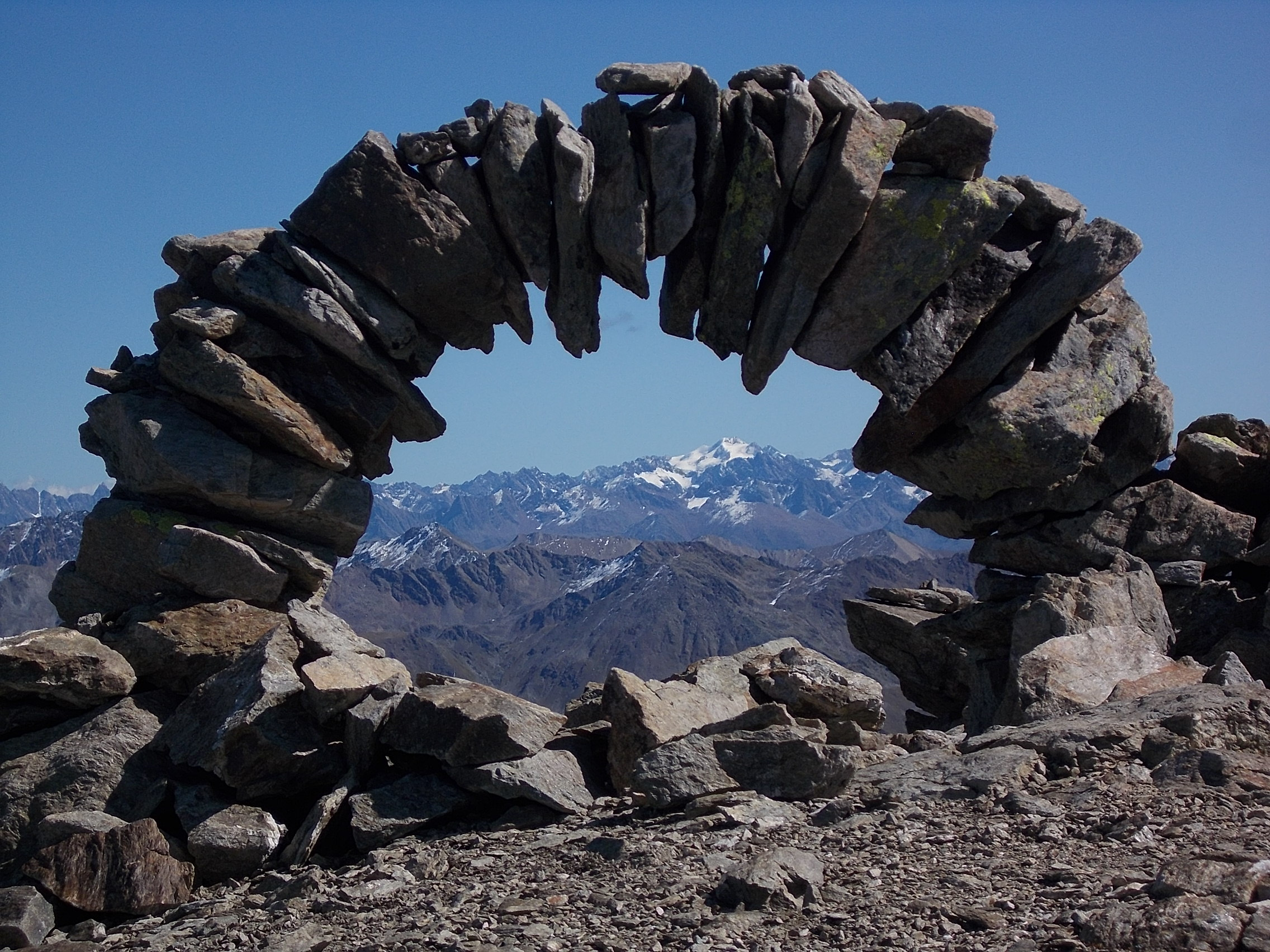
Blick vom Südostgipfel der Saumspitze zur Wildspitze
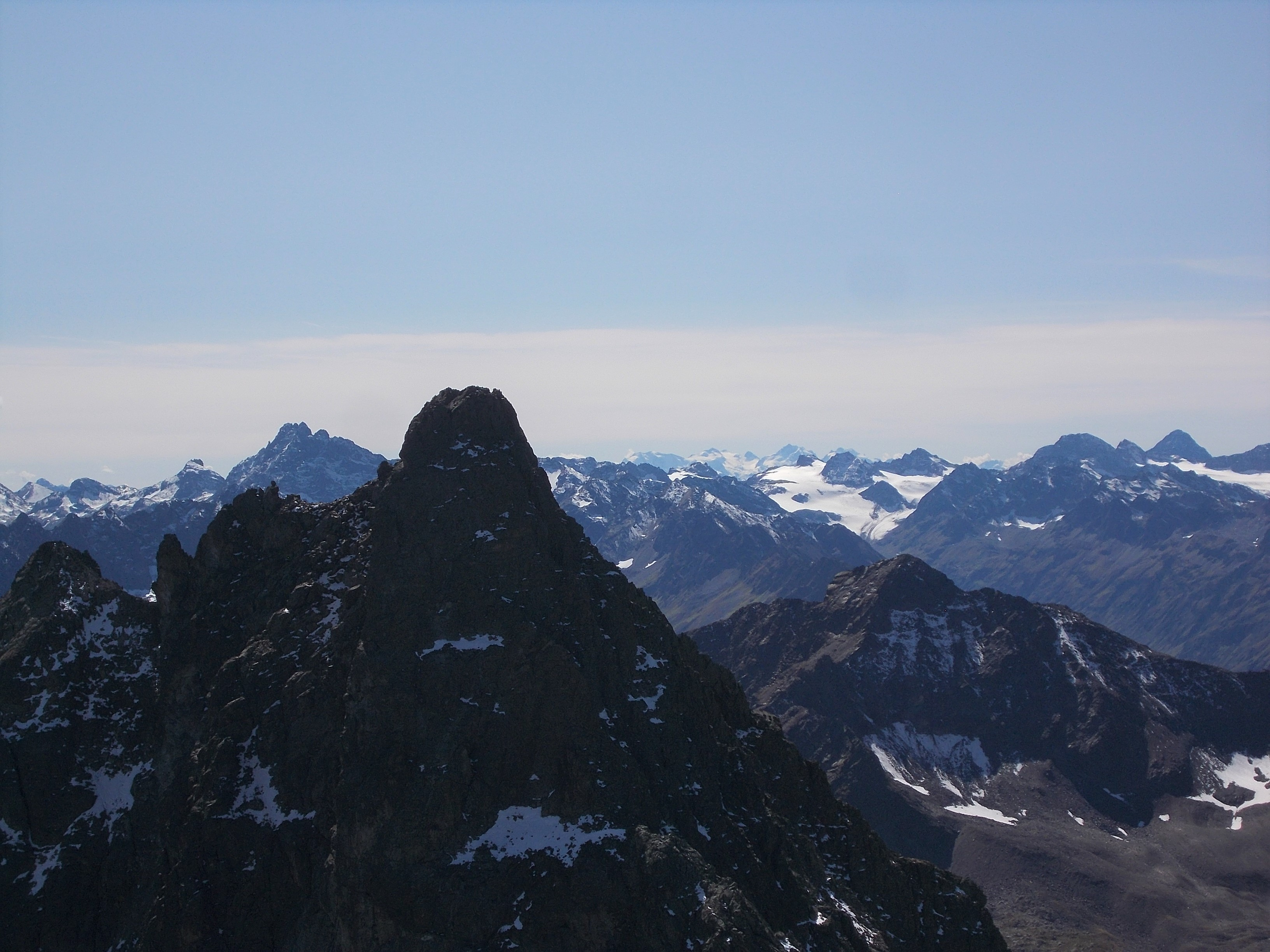
Blick auf die nahen Seeköpfe, links dahinter das Fluchthorn. Rechts am Horizont die Bernina, ganz rechts Silvretta mit Piz Buin und Piz Linard
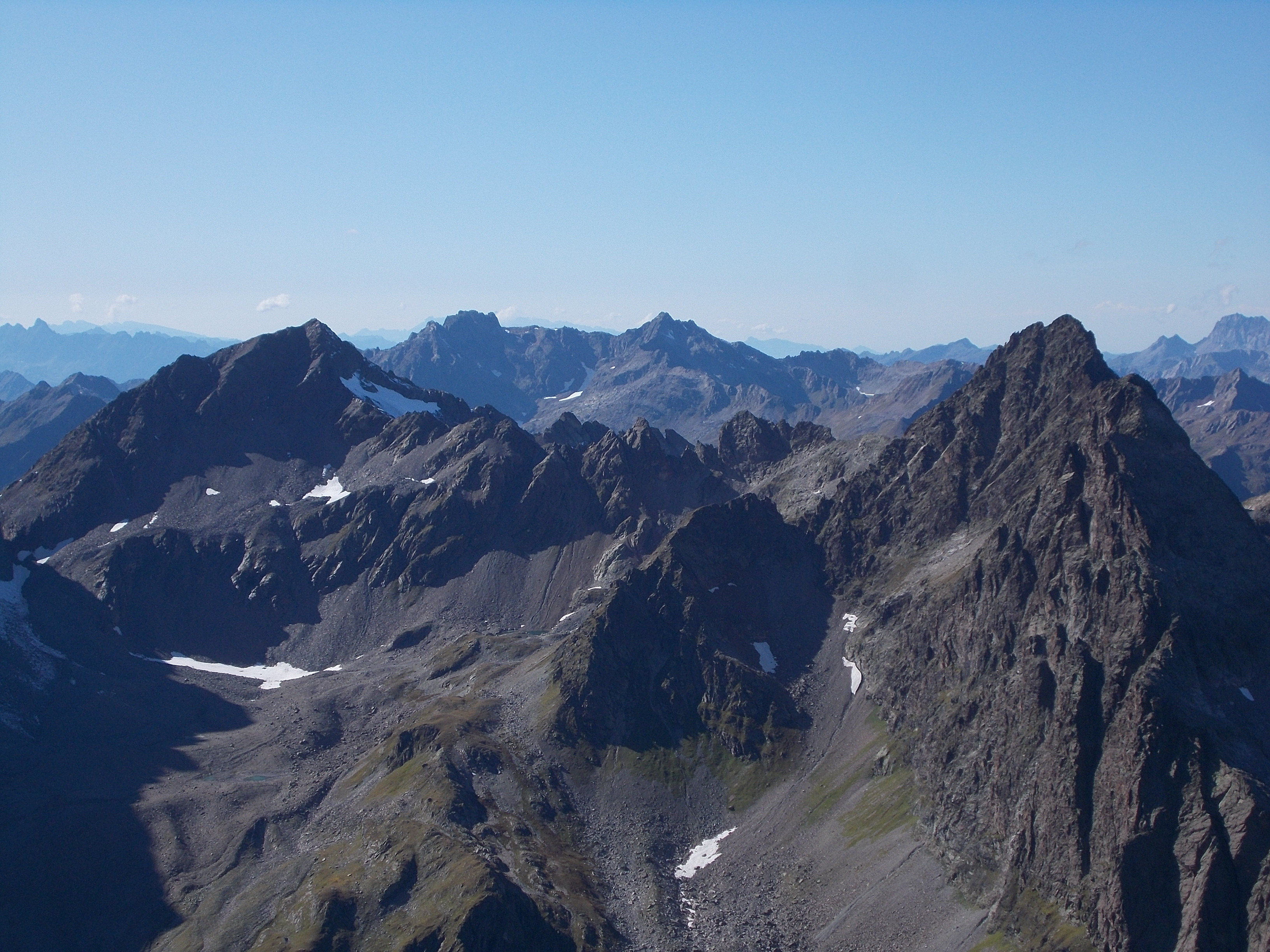
Faselfadspitze vorn rechts, Scheibler links Mitte. Zwischen beiden Bergen Pflunspitzen und Kaltenberg. Rote Wand ganz rechts.